# Uwe Tellkamp
Uwe Tellkamp (ur. 28 października 1968 w Dreźnie) – niemiecki lekarz i pisarz.

## Biografia
Uwe Tellkamp studiował medycynę na Uniwersytecie w Lipsku, Nowym Jorku i Dreźnie. Po ukończeniu studiów pracował jako lekarz w klinice chirurgii urazowej w Monachium. W 2004 r. zrezygnował jednak z wykonywania zawodu dla rozpoczęcia kariery pisarskiej.
Pierwszy satyryczny tekst opublikował już w 1987 r. w ilustrowanym czasopiśmie „Eulenspiegel”.
Uwe Tellkamp publikował liczne artykuły w czasopismach literackich oraz antologie. W 2000 r. ukazała się jego debiutancka powieść pod tytułem Der Hecht, die Träume und das Portugiesische Café. Jesienią 2008 r. na rynku pojawiła się powieść Der Turm (Wieża). Tego samego roku książka ta została nagrodzona nagrodą literacką Deutscher Buchpreis.

## Nagrody i zaszczyty
- 2002 2. Förderpreis zum Lyrikpreis Meran
- 2002 Sächsisches Stipendium für Literatur
- 2003 Förderpreis zum Christine-Lavant-Lyrikpreis
- 2004 Dresdner Lyrikpreis
- 2004 Ingeborg-Bachmann-Preis
- 2008 Uwe-Johnson-Preis
- 2008 Deutscher Buchpreis
- 2009 Literaturpreis der Konrad-Adenauer-Stiftung
- 2009 Deutscher Nationalpreis